# 聖域なき構造改革
聖域なき構造改革（せいいきなきこうぞうかいかく）は、小泉純一郎が掲げた経済政策スローガン。「小泉構造改革」とも呼称された。また、当事者たちは「新世紀維新」とも称していた。
発想そのものは新自由主義経済派の小さな政府論より発したものである。郵政民営化、道路関係四公団の民営化、政府による公共サービスを民営化などにより削減し、市場にできることは市場に委ねること、いわゆる「官から民へ」、また、国と地方の三位一体の改革、いわゆる「中央から地方へ」を改革の柱としている。

## 概説

### 「聖域」とは
政府、自民党が用いた例としては以下の2例を記す。
1. 「ここまで進んだ小泉改革」（首相官邸ホームページより）では、行財政改革のページで、「聖域なき改革」という言葉を使用。
2. 「骨太の方針」説明の中の、予算の編成について「聖域なく見直しを行う」という言葉を使用[3]。

### 「構造改革」とは
構造改革という用語自体はイタリア共産党書記長のパルミーロ・トリアッティが第二次世界大戦後に打ち出した路線が根源であり、民主主義の枠内で政治、経済体制などの基本構造を根本的に変更し、社会問題を解決するという方針に基づく大規模な社会改革を指している。
構造改革とは「潜在GDPそのもの」を拡大させるための政策であるとされている。経済学者で、小泉に乞われて国務大臣となり改革を主導した竹中平蔵は、「日本は、サプライサイドを重視して生産性を高めていく政策を掲げなくてはならない。構造改革の本質は、供給側の強化である」と指摘している。
記者の早野透に構造改革という言葉の意味を問われた小泉は次のように答えている

## 「改革」の柱
官から民へ
- 郵政民営化
- 道路関係四公団
- 市場化テスト
- 指定管理者
- 労働者派遣法
- 独立行政法人や政策金融機関の統廃合
- 構造改革特別区域の推進

中央から地方へ
- 国庫支出金の改革
- 地方交付税交付金の改革
- 税源移譲を含む地方税の配分見直し

その他の改革
- 不良債権処理（金融再生プログラム）
- 混合診療
- 特別会計改革
- 自由貿易協定（FTA）、経済連携協定（EPA）の推進
- 議員年金の廃止　等

## 経緯
日本は1980年半ば以降、構造改革を進めてきた。1985年4月に日本電信電話公社並びに日本専売公社が民営化され、1987年に日本国有鉄道が民営化された。1995年5月に行政改革会議の下に規制改革会議が設置され、1996年11月には橋本龍太郎政権が六大改革（行政改革・財政改革・社会保障改革・金融システム改革・経済構造改革・教育改革）の方針を発表した。橋本政権の構造改革は小泉政権によって引き継がれた。
2001年5月5日、小泉純一郎首相は「所信表明演説」で「今の痛みに耐えて、明日を良くしようとする米百俵の精神こそ、改革を進めようとする今日の我々に必要ではないか」と述べた。
小泉個人は「構造改革なくして景気回復なし」と発言しており、郵政民営化や企業法整備などの日本国内の供給面での構造改革を通じた拡充と安定が日本経済の回復にも貢献すると考えていた。「改革」を巡っては、推進役として竹中平蔵を閣僚に起用し、骨太の方針などを発した経済財政諮問会議を司令塔として、自由民主党 (日本)の改革反対派議員や官公庁と対立することとなる。
小泉は構造改革に反対する議員達（後には、改革に反対する官庁なども含まれるようになる）をまとめて「抵抗勢力」と呼んだ。この抵抗勢力はあくまで小泉からの呼称という性格が強く、その議員や諸勢力が小泉と妥協する、あるいは小泉に屈服すると、小泉は「抵抗勢力が考えを改めて改革勢力に転換した」と称賛することもあった。郵政民営化に反対した亀井静香などは抵抗勢力の中心人物と目され、国民新党の結成と自民党からの除名へ発展した。ただし、自民党の自由民主党政務調査会時代の公共事業の大幅削減実施や、運輸大臣としての道路公団入札改革などでは小泉による改革を先取りしていた。また、「抵抗勢力」と称された議員や諸団体の多くはこの用語を「小泉によるレッテル貼り」として嫌う傾向があるが、亀井の場合はむしろ肯定的に受け入れ、自分こそが「真の改革派」と反論するために利用する場合もある。
公共事業の削減は地方経済の衰退、雇用の悪化を招くとする議論もあり、主に野党（政権を巡り対立）や労働組合（公務員削減問題などで対立）、医師会（診療報酬や医療費改革問題で対立）などは、本改革をさして「構造改悪」と揶揄したりした。
日米安全保障条約に基づいた在日米軍に対する財政支出（いわゆる「思いやり予算」）について依然として放漫に行われている（義務では無い）ことから、野党に「聖域ある構造改革」と揶揄されることがある。
2003年自由民主党総裁選挙では党内から「小泉おろし」が起こったが、小泉は「総裁選の私の方針が国政選挙の自民党の公約になる」と訴え、自民党総裁に再選された。
2005年夏には郵政民営化問題の衆議院審議に端を発した、衆議院解散、衆議院議員総選挙が行われることになった（いわゆる小泉劇場）。結果として自民党は大勝した。
しかし、国会召集後、相次いで一級建築士らによる構造計算書偽造問題（耐震強度偽装問題）、ライブドア事件、村上ファンド事件、福井日銀総裁の株取引疑惑が明るみに出ると、それまで小泉内閣を支持していた国民の一部では小泉政権の「改革」を疑問視する声が出て、総選挙直後に比べて、支持率が減少するなどした。
「聖域なき構造改革」を提唱した小泉自身は2006年9月に首相を退任。後任者である安倍晋三は就任後初の会見で「構造改革を加速させ、補強していきたい」と語り、政策面では基本的に小泉路線を継承した。

## 成果

### 非公務員化と民営化

日本の一般職国家公務員の在職者・離職者数の推移（単位：人）。独法化・郵政民営化で減少した

政府職員の非公務員化と民営化を推進し、国家公務員数を半減させた。特殊法人等改革基本法を成立させ特殊法人等改革推進本部を設置し、「新独立行政法人の役職員は、原則として非国家公務員とする｣方針を打ち出した。
| 行政機関（除自衛官） 84.1万人 | 特殊法人 42.7万人 |
| ----------------------------- | ----------------- |

| 行政機関 80.7 万人 | 行政機関 80.7 万人 | 行政機関 80.7 万人 | 行政機関 80.7 万人 |
| ------------------ | ------------------ | ------------------ | ------------------ |
| 治安関係           | 4.9                | 国税               | 5.6                |
| 社保・労働         | 4.1                | 河川・道路・湾口   | 2.0                |
| 防衛（除自衛官）   | 2.4                | 入管・税関         | 1.3                |
| 登記               | 1.2                | その他             | 11.5               |
| 国有林             | 0.6                | 郵政現業           | 28.6               |
| 造幣印刷           | 0.7                | 国立病院           | 4.4                |
| 国立学校           | 13.4               |                    |                    |
| 政府系機関         |                    |                    |                    |
| 独立行政法人       | 1.9                | 特殊法人           | 26.1               |
| 民営化済み         |                    |                    |                    |
| JR東日本           | 7.5                | JR東海             | 2.2                |
| JR西日本           | 3.9                |                    |                    |

※その他は、食料(9300)、統計(8200)、航空安全(6900)、気象(6100)、外交(5400)、特許(2500)など
| 公務員 66.4万人      | 公務員 66.4万人    | 公務員 66.4万人    | 公務員 66.4万人    |
| 行政機関 33.2 万人   | 行政機関 33.2 万人 | 行政機関 33.2 万人 | 行政機関 33.2 万人 |
| -------------------- | ------------------ | ------------------ | ------------------ |
| 治安関係             | 6.3                | 国税               | 5.6                |
| 社保・労働           | 4.0                | 河川・道路・湾口   | 2.9                |
| 防衛（除自衛官）     | 2.4                | 登記               | 1.2                |
| その他               | 10.8               | 国有林             | 0.5                |
| 公務員身分の外郭団体 |                    |                    |                    |
| 特定独立行政法人     | 7.1                | 郵政公社           | 26.1               |
| 非公務員             |                    |                    |                    |
| 非特定独立行政法人   | 5.1                | 国立大学法人       | 11.8               |
| 特殊法人             | 18.9               |                    |                    |

※2007年に郵政公社は民営化された
また、あわせて議員年金を廃止した。

### 特別会計改革と政策金融機関再編
財政投融資改革を行い、それにあわせて不要となった特別会計の廃止、再編も行われた。
- 21あった特別会計を、18に統廃合。
- 政府系金融機関の住宅金融公庫は独立行政法人住宅金融支援機構に、国民生活金融公庫・中小企業金融公庫・農林漁業金融公庫を統合し株式会社日本政策金融公庫に改組し、非公務員化された。
- 郵政民営化を行い、官営金融であった郵便貯金・簡易保険は民営化され、残債は独立行政法人郵便貯金・簡易生命保険管理機構が引き継いだ。

### 地方への税源移譲
三位一体の改革を行い、「義務的経費は全額移譲、その他の経費は８割を目処に移譲」を目指し、約3兆円の地方自治体への税源移譲が行われた。

### 規制緩和
2001年に政府は規制緩和推進3か年計画を閣議決定し、2003年時点で222件の規制緩和措置を行った。
新規参入規制（需給調整規制）の緩和
- 酒類販売業免許を改正し、免許発行数を制限する「需給調整基準」規制を完全撤廃[16]
- アルコール専売法を廃止[17]。代わってアルコール事業法を施行。
- 卸売市場法を改正し、開設許可についての需給調整規制（17条2項2号）を削除。
- 割賦販売法を改正し、新規参入についての需給調整規制（15条3項）を削除。
- 銀行法を改正し、新規銀行免許発行についての需給調整規制(4条2項3号）を削除。
- 貨物自動車運送事業法を改正し、第一種貨物利用運送事業への参入については許可制を登録制に緩和。

従事資格の緩和
- 農地法を改正し、株式会社による農地経営を解禁。
- 医薬品について15製品群を医薬部外品に指定替えし、胃腸薬等を一般店舗で販売できるように。

行政手続の簡素化
- 警備業法について5条を改正、公安委員会の警備業認定については「主たる営業所所在地」の管轄公安委一つのみの届出で済む。
- 療養の給付及び公費負担医療に関する費用の請求に関する省令を改正し、電子レセプト処理を大臣指定制から届出制に緩和。

資格免許制度の合理化
- 税理士法を改正し、税理士試験受験資格について業務従事経験年数を一律3年に短縮。
- 公認会計士法を改正し、公認会計士試験について特定者に課していた一次試験を撤廃、全員が二次試験からの受験に。

民活導入
- 自動車損害賠償保障法を改正し、自動車損害賠償責任保険及び自動車損害賠償責任共済における政府再保険制度を廃止。
- 道路交通法を改正し、民間人による駐車監視員制度を導入。
- 会社法を改正し、株式会社の最低資本金を1円からに。
- 地方自治法を改正し、指定管理者制度を新設。
- 私立学校法を改正し、私立学校審議会委員の登用について割合・経歴身分・手続きを厳密に定めた制度を廃し各都道府県の判断で構成できるように、かつ財務諸表の公開を義務づけ。

### 医療制度改革
30兆円を超える医療費の膨張に歯止めを打つため、小泉は患者・医療機関・保険者の「三方一両損」による改定を指示し、以下の改定が行われた。
- 患者の自己負担割合を3割に改定[18]。
- 医療機関に対しては、診療報酬のマイナス2.7％改定を実施[18]。
- 協会けんぽの保険料率の値上げ[18]。

## 「改革」による影響

日本の15-64歳人口における労働参加率（男女別）

日本の失業率（男女別、年齢別）。15-24歳の細線が若年失業者にあたる。

- 経済は、バブル崩壊以降の懸念であった不良債権処理を解決した企業・銀行の業績が回復し、ニューエコノミーへの転換により活性化し、景気は一時的に上向いた（第14循環）。
- 構造改革特区では地方での限定的な規制緩和を行い、一定の成果を挙げ、地方の景気や雇用の掘り起こしがなされた[要出典]。
- 社会保障・公共サービスの縮小。

### 雇用
就職氷河期で上昇した失業率は下落に転じ、労働参加率も女性が大幅に上昇したことで上向いた。
2003-2007年の間、一時雇用（有期雇用、派遣労働者が含まれる）の割合は13%後半台であり、大きな変化は見られなかった。労働者に占めるパートタイマーの割合は1980年代から右上がりを続けており、大きな変化は見られなかった。

OECD定義による一時雇用の割合推移

| 年      | 2000  | 2001  | 2002  | 2003  | 2004  | 2005  | 2006  | 2007  | 2008  | 2009  | 2010  |
| 割合(%) | 14.52 | 12.76 | 13.51 | 13.76 | 13.92 | 14.01 | 13.97 | 13.86 | 13.62 | 13.71 | 13.75 |

## 学者の見解
構造改革に関して様々な意見がある。また賛否は分かれる。
竹中平蔵は「小泉内閣は『失われた10年』を終わらせたという意味では、歴史的使命を果たした」と主張している。
経済学者の中谷巌は、小泉構造改革は「勝ち組」「負け組」の二極化、地方経済の疲弊、自己中心的なメンタリティーの増殖、凶悪犯罪の増加などさまざまな問題を生み出したとしている。企業の雇用改革については「会社」という共同体を分断し、帰属感・連帯感を希薄化させ、個人の心の安定を奪ったとしている。

### 思想
経済学者の伊藤修は「『構造改革』は、1995年の村山富市内閣の『構造改革のための経済社会計画』で使われた用語であるし、さらにさかのぼれば小泉改革は、1929年の濱口雄幸内閣十大政綱声明の路線と酷似している」と指摘している。伊藤は「過剰ストックの整理・民営化・規制緩和・財政再建は、市場主義・小さな政府の政策メニューであるが、不良債権処理は『国家の介入』であり、思想としては一貫していない」と指摘している。経済学者の竹森俊平は、小泉政権の目的が事実上「何をしているのか解らない」状態であったと指摘している。
経済学者のポール・クルーグマンは、2001年7月6日のコラムで「改革の中心は『銀行の不良債権処理』と『非効率な公共事業削減』であるが、今日本にある危機は非効率ではなく需要不足である。小泉改革は問題をさらに悪化させる可能性が高い。竹中大臣は、改革が最終的に需要サイドも改善すると主張していた。そうかもしれないがこれは無謀である。過激な政策は、それがうまくいくとの確信があって取られるものではなく、ひょっとするとうまくいくかもしれないとの思いで実行されるものである。小泉政権のスローガンは『改革か破滅か』である。うまくいくことを願うが、結果として『改革そして破滅』になる可能性が高い」と述べていた。
経済学者の都留重人は、
1. 構造改革そのものが自己目的化している
2. 不良債権処理、民営化などが潜在成長率を引き上げる根拠が乏しい

などの批判をしている。

### 定義
経済学者の佐和隆光は「私の考えでは、構造改革とは日本の市場経済を自由、透明、公正なもにつくりかえる、つまり『市場主義改革』である。小泉構造改革の具体的中身は不良債権処理と財政改革であり、私の定義では構造改革ではない」と指摘している。
経済学者の野口旭、田中秀臣は「構造改革そのものは、基本的に効率性促進を目的としたミクロ的政策である」と指摘している。
田中秀臣は「構造改革とは資源の効率的配分を促す政策であり、経済政策（財政政策・金融政策）は景気を改善させるために用いる政策である。双方は目的が違うため、矛盾・対立するものではなく、むしろ補完関係になることが多い」と指摘している。田中は「循環的（短期的）視点と構造的（長期的）視点は対立するものではなく、双方それぞれの視点から見た適切な経済政策が割り当てられる」と指摘している。
経済学者の岩田規久男は「無駄をなくし生産性を高めるための経済政策としては、規制・ルールを変えて市場の性能を良くする構造改革を割り当てるべきである」と指摘している。

### 郵政民営化
郵政を民営化しないで維持する場合、年間1兆円の税金投入が必要という試算があった。
明治大学国際総合研究所フェローの岡部直明は「小泉政権の郵政民営化は、戦中戦後体制の脱却であり、『金融社会主義』を終わらせたということで大きな意味があった。小泉改革の唯一の成果といえる」と指摘している。また岡部は「郵政改革にこだわりすぎて、経済構造全体の改革という点では不十分だった」と指摘している。
経済学者のジョセフ・E・スティグリッツは「郵政民営化を大きな争点にしたことによって、より根本的な問題から目をそらすことになった」と指摘している。

### 不良債権処理
竹中平蔵は「不良債権処理は、景気をよくするための必要条件であるが、十分条件ではない」と指摘している。
有用性を疑う意見がある。
エコノミストのリチャード・クーは、経済の停滞は、不良債権によって銀行がリスクを恐れて信用収縮を行っているため起きているのではないとしており、政府の強引な不良債権処理は、資産価格の下落を通じていっそう悪化してしまうと指摘していた。
野口旭、田中秀臣は「不良債権は確かに銀行の信用創造機能を阻害するが、その処理さえすれば景気が回復するというわけではない」と指摘している。
森永卓郎は「1996年頃には、首都圏の商業地の地価はバブルが始まった1986年頃の水準に戻っている。つまり、バブルの調整は終わっている。1996年以降に発生している不良債権は、不動産価格の下落・景気低迷による経営悪化、つまりデフレーションの深化によるものである」と指摘している。野口旭、田中秀臣は「既存の不良債権をいくら処理しても、デフレ不況が解消されない限り、問題は解決しない」と指摘している。岩田規久男は「デフレ下で、銀行が不良債権を処理したからといって、債務不履行のリスクが小さく、高金利を払ってくれる成長企業が突然現れるわけではない」と指摘していた。
田中秀臣は「景気の回復が先行していない状態で、不良債権処理を加速させていたら、デフレ不況が悪化し不良債権は減るどころか増えていたに違いない」と指摘している。中野剛志は「小泉改革で不良債権処理が成功したかのように言われているが、それは世界経済の景気拡大によって輸出主導で景気が回復したおかげに過ぎない。景気が回復したから、不良債権が減少したのであって、不良債権が減少したから景気が回復したのではない」と指摘している。

### 格差の拡大
格差を拡大させたという意見がある。
勝間和代は「小泉改革による不良債権の処理と公共事業の削減は評価できる。ただし、デフレ下で社会保障の削減は乱暴であった。日本社会の底が抜けてしまい、医療・介護・教育・ワーキングマザーの問題など悪化した」と指摘している。
森永卓郎は「相続税の減税は、金持ちの子は金持ちになるということである。小泉改革は、機会均等と言っているが矛盾している」と指摘している。
格差を拡大させたという意見に対する反論もある。
経済学者の原田泰は「小泉構造改革で格差が拡大したとよく言われるが、そもそも格差が拡大したという証拠がなく、構造改革によってどのような格差がどれだけ拡大したかという分析などはどこにもない。格差拡大は高齢化に伴う現象であり、高齢化の影響を調整してみると、格差は広がっていないというのが多くの経済学者の分析結果である」と指摘している。
日本の非正規雇用者の内、派遣社員の割合は5%である（2010年時点）。経済学者の飯田泰之は「1990年代前半から非正規雇用者の数は増加している。非正規雇用者の増大は、2000年代に入ってからの小泉内閣の規制緩和によって起きたとは言えない。非正規雇用拡大の原因は、派遣労働の解禁ではなく、デフレ不況の影響によるものである」と指摘している。飯田は「小泉政権が規制緩和したのは基本的に派遣労働への規制であり、派遣労働者が増えつつあった状況の後追いで緩和している部分が多く『新自由主義』の影響ではない」と指摘している。
田中秀臣は「むしろ小泉政権時代は、正規雇用が増え完全失業率も好転し格差が縮小している」と指摘している。経済学者の大竹文雄は、もし派遣労働が自由化されていなければ、さらに悪い雇用形態に甘んじるか失業するかしか選択肢がなく、経済格差はもっと広がっていたと指摘している。
経済学者の八代尚宏は「小泉純一郎政権は、『官から民へ、国から地方へ』という明確な政策理念を掲げ、与党内で大きな抵抗を受けつつも、郵政民営化の公約を実現した。経済活性化のための不良債権処理や財政再建のための公共事業費削減など、あえて国民の痛みを伴う政策を進め、構造改革特区など地域主導の規制改革も盛り上げた。それにもかかわらず、小泉首相が退陣した後、『構造改革で格差が拡大した』という流言が広がった。しかし、小泉政権のどの政策が、どういったメカニズムで所得格差を拡大させたかという検証はまったくなされていない。小泉政権の市場原理主義で、格差が広がったと言われる。小泉政権の掲げた『新自由主義』とは、どの国にも存在していない『市場原理主義』ではない。従来の日本の『官僚制民主主義』を排し、新旧・内外の多様な事業者を対等な立場で競争させる『公平な審判』としての政府の役割を徹底させることに過ぎない」と指摘している。

### 潜在成長率
2001年秋以降、「構造改革なくして景気回復なし」というスローガンは、「構造改革なくして経済成長なし」という表現に変化した。『平成13年度版 経済財政白書』の副題は、「改革なくして成長なし」であり、同白書の「成長」は、「潜在成長率」を指している。野口旭、田中秀臣は「構造改革の意義とは、『現実のGDP』『現実の成長率』の改善ではなく、潜在GDP・潜在成長率の改善である」と指摘している。
経済学者の吉川洋は、規制緩和などの供給側改革によって新しいビジネス・需要が生み出されると主張した。
岩田規久男は「民間投資が抑制されている分野での規制改革、都市再生を促す規制改革、民間投資を呼び込む公共投資などは、デフレ対策と矛盾しない需要創出型構造改革であり、長期的には投資された設備・社会資本が生産能力を高め、経済を成長させる」と指摘している。
構造改革による潜在成長率の押上げ効果には懐疑的な意見もある。
ポール・クルーグマンは、構造改革が期待成長率を操作できるという見通しについて、「暗躍への跳躍」と批判していた。
田中秀臣、安達誠司は「潜在成長率は『政策変数』ではなく、政府がコントロール可能な数字ではない。政府が『潜在成長率』を政策目標としてコントロールすることは妥当ではなく、その『結果』は極めて確実性に欠けるだろう」と指摘している。

### 景気への影響
景気への悪影響を懸念する意見があった。
岩田規久男は「小泉首相は、構造改革による一時的な低成長は『痛み』を伴うと述べている。『改革なくして成長なし』とは『痛みなくして成長なし』と言っているに等しい」と指摘していた。野口旭、田中秀臣は「構造改革の目的は、経済の供給側の効率化であり、景気回復ではない」「構造改革が必要となるのは、政府の規制などによって、『資源配分の歪み』が生じており、社会的に望ましい生産・消費水準が達成できなくなっている状況においてである」と指摘している。田中秀臣は「景気を回復させる手段は、財政・金融政策というマクロ経済政策であり、構造改革ではない。政策の割り当ての錯誤に陥っているのが『構造改革なくして景気回復なし』である」と指摘している。
岩田規久男は「『政策の割り当て』を間違えて、構造改革を景気対策に割り当てると、『合成の誤謬』に陥り、構造改革自体が失敗する」「デフレを放置したまま構造改革を進めても、マクロ経済全体の安定にはつながらない。マクロ経済が安定して初めて、構造改革は成功する」と指摘していた。岩田は「無駄をなくし、稀少な資源を効率的に使うことはもちろん重要であるが、需要が不足している状況で、無駄だけを削減しても、無駄と切り捨てられた人・土地・設備などが他の企業で有効利用されるとは限らない」「それらを他の企業に有効利用されるようにするためには、需要不足を解消するマクロ経済安定化政策が必要である」と指摘している。田中秀臣は「確かに規制緩和・民営化は重要であるが、デフレを放置したままではその効果は非常に限られてしまう。この政策では『総需要を増やす』『国民が使えるお金を増やす』といった視点が抜け落ちている。構造改革は、企業のシェア争いを激化させるだけの政策である」と指摘している。
森永卓郎は「小泉政権が標榜している『改革』の多くは、経済を縮小させていく『デフレ政策』である」と指摘していた。野口旭、田中秀臣は「構造改革やリストラは必要ではあるが、総需要が不足している状態では、むしろデフレを促進させる要因となる」と指摘している。

#### 事後評価
竹森俊平は「コイズミノミクスとは、一言でいって『輸出主導の経済成長』であった。実際、小泉首相が就任してから、日本の輸出依存度（輸出額をGDPで割った値）は約2倍に拡大している」と指摘している。
経済学者の原田泰は「小泉政権・第1次安倍政権下では、公共事業が減少しているのが特徴的である。政府最終消費支出も横ばいであり、両者を合わせても政府支出は減少していた。すなわち、財政政策は抑制されていた中で国内総生産（GDP）が伸びていたのである。小泉政権下の量的金融緩和政策と緊縮財政政策の組み合わせという政策が成功したことを再認識すべきである」と指摘している。
高橋洋一は「小泉政権は、積極的な経済政策を行っていなかったが、税収のビルト・イン・スタビライザーが機能し、受動的なマクロ経済政策となっていた。実際のデータを見る限り、ケインズ経済学的な景気下支え機能を持っていた」と指摘している。田中秀臣は「財政赤字の対GDP比を見ると、小泉政権以前の1998-2000年度の平均は7.9%であったが、小泉政権になってからの2001-2004年度の平均は7.8%であった。つまり、それ以前の政権とほとんど変わらない」と指摘している。田中は「小泉政権の構造改革路線は、当初の改革路線が早々に放棄され、経済政策的に何もしなかったこと=目標の喪失が起きたと評価できる。財政政策の緊縮を避けたことと、為替介入がその後の景気回復に大きく貢献した」と指摘している。また田中は「2003-2006年末まで回復基調だったと言われているが、偽物の景気回復でしかなかった。外需による輸出産業を中心に企業収益は改善したが、名目賃金はまったく伸びなかった。名目成長率が伸びない限り、所得水準は上がらないからである」と指摘している。
経済学者の円居総一は「供給サイドの強化を重視した小泉改革が、結果的に日本の『失われた15年』を招いた」と指摘している。 円居は「小泉構造改革は需要の落ち込みを促進させ、デフレ期待を根付かせてしまいデフレを長期構造化させた」と指摘している。

### レントシーキング
田中秀臣は「構造改革は慎重に進めないと、新たな権益を発生させる可能性がある。例えば、特定の集団・個人に企業を払い下げてしまえば、本来の構造改革と逆行することになる」と指摘している。
経済学者の大竹文雄は「小泉政権では、経済財政諮問会議の民間委員は、市場主義を代表する経済学者2名と大企業主義を代表する財界2名で構成されていた。小泉政権の政策は、市場主義的な政策と財界の利益誘導・利権獲得の両方が混合したものと解釈できる。結果、市場主義が既存大企業主義と同一視されてしまった。構造改革に関わった大企業関係者が『官から民』への移行に伴って利益を享受していたとすれば、それは市場主義と無関係どころか相反するものである」と指摘している。